# اكزاسيباسي
اكزاسيباسي القابضة هي مجموعة شركات صناعية تركية تأسست عام 1942. تضم المجموعة التي تضم 44 شركة وتضم 11400 موظف ويبلغ صافي مبيعاتها مجتمعة 11.1 مليار ليرة تركية في عام 2020.

## شركات
- منتجات البناء [2]
  - العلامات التجارية: بورج باد، فيترا، أرتيما، انتيما (بيست)، في & بي فليسن جي أم بي أتش (قسم البلاط السابق لشركة فيليروي وبوش)
- المنتجات الاستهلاكية [3]
  - الماركات: يوني بيبي، أوكيه، بيا، سيلسال، سلباك بروفيشنال [4]
  - شركة ورق المناديل الورقية الحريرية التي يقع مقرها الرئيسي في اسطنبول.[5] تأسست عام 1969 لتصنيع مناديل الحمام والترويج لاستخدامها في تركيا في وقت كانت هذه المنتجات تعتبر فاخرة.[6] هم المنتجون الرئيسيون في تركيا لورق التواليت.[7] تقع مصانعها الرئيسية الثلاثة في ألتينوفا، بالقرب من إسطنبول وإزميت. تم بناء مصنع رابع جديد في مانيسا بالقرب من إزمير. تدير إيبيك كاجيت أيضًا مصنعًا للتحويل في كاساشستان.[8]
    - الماركات: سلباك، سولو، سيلين، سرفابس
- الرعاية الصحية [9]
  - اكزاسيباسي لتسويق الأدوية
  - اكزاسيباسي مونرو للمنتجات النووية
  - اكزاسيباسي- شاير للمستحضرات الصيدلانية الحيوية
  - اكزاسيباسي الخدمات الصحية
  - اكزاسيباسي للرعاية الصحية (روسيا)
- منتجات وخدمات أخرى [10]
  - اكزاسيباسي للاستثمار القابضة
  - اكزاسيباسي للاستثمار الصيدلاني والصناعي
  - أنظمة البطاقات الإلكترونية E-Kart
  - اكزاسيباسي لتكنولوجيا المعلومات والاتصالات
  - اكزاسيباسي- لينكولن إلكتريك اسكايناك
  - ايسان
  - ايسان إيطاليا للمعادن
  - إدارة وتسويق كانيون
  - إيكوم اكزاسيباسي التجارة الخارجية
  - اكزاسيباسي للتطوير العقاري والاستثمارات
  - وكالة تأمين اكزاسيباسي

## روابط خارجية
- مجموعة Eczacıbaşı Group
- موقع VitrA
- كانيون ليفينت
- إسطنبول الحديثة